# Dissident
Een dissident is een individu dat zich, al dan niet samen met gelijkdenkenden, verzet tegen de overheersende opvattingen of beleidslijnen op politiek, religieus of sociaal gebied.
De verwante Engelse term dissenter werd gebruikt als verzamelnaam voor mensen die in hun religieuze opvattingen afweken van de officiële kerk in hun land en om die reden vaak werden achtergesteld en gediscrimineerd.
De term werd echter vooral bekend tijdens de 20e eeuw, om mensen aan te duiden die zich verzetten tegen de in het algemeen harde politieke lijn in communistisch geregeerde landen, met name het voormalige Oostblok (de Sovjet-Unie en haar satellietstaten), zoals Andrej Sacharov, Andrej Amalrik, Aleksandr Solzjenitsyn en Václav Havel. Dissidenten konden daar te maken krijgen met langdurige straffen, verbanning of opname in een 'psychiatrische' inrichting, zoals in het Serbski-instituut, waar ze vaak gediagnosticeerd werden met sluipende schizofrenie.
Edward Snowden is een voorbeeld van een hedendaagse dissident.
Een Nederlandse dissident was de journalist en schrijver Willem Oltmans, die in een decennia durende rechtsstrijd tegen de Nederlandse overheid verwikkeld raakte door de obstructie die hij ondervond  na een interview in 1956 met de Indonesische president Soekarno en zijn standpunt in de Nieuw-Guinea-kwestie.
Dissidentie neemt meestal de vorm aan van niet-gewelddadig verzet. Ook militant optreden komt voor, dan is er al snel sprake van guerrillaoorlogvoering of terrorisme.